# Полимие
Полимие или (членувано) Полимието обхваща басейна на река Лим.
Полимието е географски регион, който се подразделя на дялове – сръбски (северен или долен) и черногорски (южен или горен). Простира се основно в областта Санджак, а също и в Стари Влах.
Река Лим извира от Северноалбанските планини в Албания, преминава през черногорска, сръбска и босненско-херцеговинска територия преди да се влее в Дрина, като крайречните региони по поречието ѝ, се наричат Полимие.
Полимието е свързано със зачеването на сръбската държавност. Пейзажа по реката онагледява първоначално заселените от сърбите земи на Балканите, чийто дадености са предусловили ѝ начина им на живот, свързан основно със скотовъдството, което характеризира сръбския бит във вековете.

## Градове
В Полимието се намират следните по-значими градове:
- черногорски дял – Плав, Беране и Биело поле.
- сръбски дял – Приеполе и Прибой.